# Ленка Рабасовић
Ленка Рабасовић, девојачко Пјевић, била је српска хероина, комита и учесник Првог светског рата.
Рођена је у селу Биоска, недалеко од Ужица, на обронцима планине Таре. Имала је четири брата, који су били борци српске воске током ратова. Њен брат Цвијо у једној борби на Рајцу био је тешко рањен у груди и руку, где је био и заробљен. У логору је рану на грудима залечио, али је рука остала неспособна, почела да се суши. Окупатор је мислио да је са том раном богаљ, те су га пустили кући. 
Убрзо је формирао на Тари четнички одред, којем је Ленка приступила 1916. године, јер је окупатор покушао да је узме за таоца и уцењује Цвија који је једном приликом пуцао на окупаторску војску која је дошла у његово село да узме жито сељанима. Том приликом је ранио једно аустријског подофицира Пошто за њу више није било безбедно да остане у свом селу отишла је у шуму заједно са братом Цвијом, који је у почетку био против тога, али није имао много избора јер Ленка није желела да остане код јатака где је он сместио, већ је желела да се и она бори. Уз борбу је научила да се служи оружјем и храбро се борила са саборцима против непријатеља. Извршавала је прерушена и курирске задатке којим је одржавала везу између четника и јатака на окупираној територији. На пролеће 1917. године их је било већ тридесетак у чети, али је њихов број стално варирао пошто су имали и губитке, а долазили су и по неки нови саборци. Њен брат је погинуо током једне борбе 9. августа 1917. кад су их окупатори напали у шуми. Пошто су морали да се повуку дубље у шуму покојног Цвија су оставили ту, али га је сутра, према Ленкиним каснијим изјавама, сахранила извесна Марија Југовић из Бресовине која је сама ископала гроб. Ту зиму су провели у земуницама, а у пролеће 1918. године су кренули ка Ваљеву, али су приликом каснијег повратка на Тару упали у заседу надомак Ражане. Тад нису имали довољно снаге за борбу, па су се повукли, а Ленка је приликом повлачења рањена у ногу. Наредна два месеца је провела у земуници док се опорављала. Када се после два месеца спустила до оближњих села срела је неке сељане из њеног села који су јој рекли да се непријатељска војска повлачи и да се наша војска враћа. Тог дана је Ленка, према њеним сведочењима, плакала као дете, први пут за две године ратовања. То су били последњи дани окупације, а Ленка је скоро две године провела борећи се против окупатора.
Сем брата Цвија са којим се и заједно борила до његове смрти до краја рата није знала шта је са осталом браћом, Божом, Нешом и Владиславом и на којим бојиштима се налазе. После рата је сазнала да је изгубила оца Јеврема и да је сем Цвија погинуо и брат Владислав. Божо и Нешо су преживели, али су обојица били рањени.
Две године пошто је одложила пушку, удала се у Мачванском Прњавору, где и данас живи, за Малишу Рабасовића и родила седморо деце.